# Igor Ostachowicz
Igor Kazimierz Ostachowicz (ur. 17 listopada 1968 w Warszawie) – polski urzędnik państwowy, a także pisarz. W latach 2007–2014 podsekretarz i sekretarz stanu w Kancelarii Prezesa Rady Ministrów.

## Życiorys
Uzyskał wykształcenie w zakresie pielęgniarstwa, pracował początkowo jako sanitariusz w szpitalu. Absolwent stosunków międzynarodowych na Wydziale Dziennikarstwa i Nauk Politycznych Uniwersytetu Warszawskiego. Od 1998 obejmował stanowiska specjalisty i dyrektora w spółkach prawa handlowego. W wyborach w 2005 bez powodzenia kandydował do Sejmu ze stołecznej listy Platformy Obywatelskiej. W tym samym roku został doradcą minister rozwoju regionalnego Grażyny Gęsickiej. Od 2006 do 2007 stał na czele departamentu marketingu Polskiej Grupy Energetycznej. W kampanii wyborczej w 2006 wchodził w skład sztabu Hanny Gronkiewicz-Waltz, a przed wyborami w 2007 pracował przy kampanii Platformy Obywatelskiej.
W listopadzie 2007 premier Donald Tusk powołał go na stanowisko podsekretarza stanu w Kancelarii Prezesa Rady Ministrów, a w styczniu 2010 na stanowisko sekretarza stanu w KPRM. We wrześniu 2014 został odwołany z pełnionej funkcji.
24 września 2014 wszedł w skład zarządu PKN Orlen, jednak już 26 września 2014 zrezygnował z tej funkcji. W grudniu tego samego roku został doradcą zewnętrznym Deloitte. Pozostawał aktywny jako doradca środowiska Platformy Obywatelskiej także w kolejnych latach. Nie objął formalnej funkcji w administracji rządowej związanej z powołanym w grudniu 2023 trzecim gabinetem Donalda Tuska, określany jednocześnie jako jedna z najbardziej wpływowych osób w otoczeniu premiera.
Jest także autorem powieści. Książkę Potwór i panna opublikował pod pseudonimem Julian Rebes. Oficjalnie debiutował Nocą żywych Żydów, nominowaną w 2013 do Nagrody Literackiej Nike (książka znalazła się w finałowej siódemce). Książka została przetłumaczona na francuski, hiszpański, słoweński, węgierski. W 2015 ukazała się kolejna pozycja zatytułowana Zielona wyspa.

## Twórczość
- Potwór i panna, MG, Warszawa 2009, ISBN 978-83-61297-21-5 (jako Julian Rubens).
- Noc żywych Żydów, W.A.B., Warszawa 2012, ISBN 978-83-7747-700-7.
- Zielona wyspa, W.A.B., Warszawa 2015, ISBN 978-83-280-1493-0.